# Cecory
Cecory (ukr. Цицори) – wieś na Ukrainie, w obwodzie tarnopolskim, w rejonie tarnopolskim..